# Bambuszliget hét bölcse

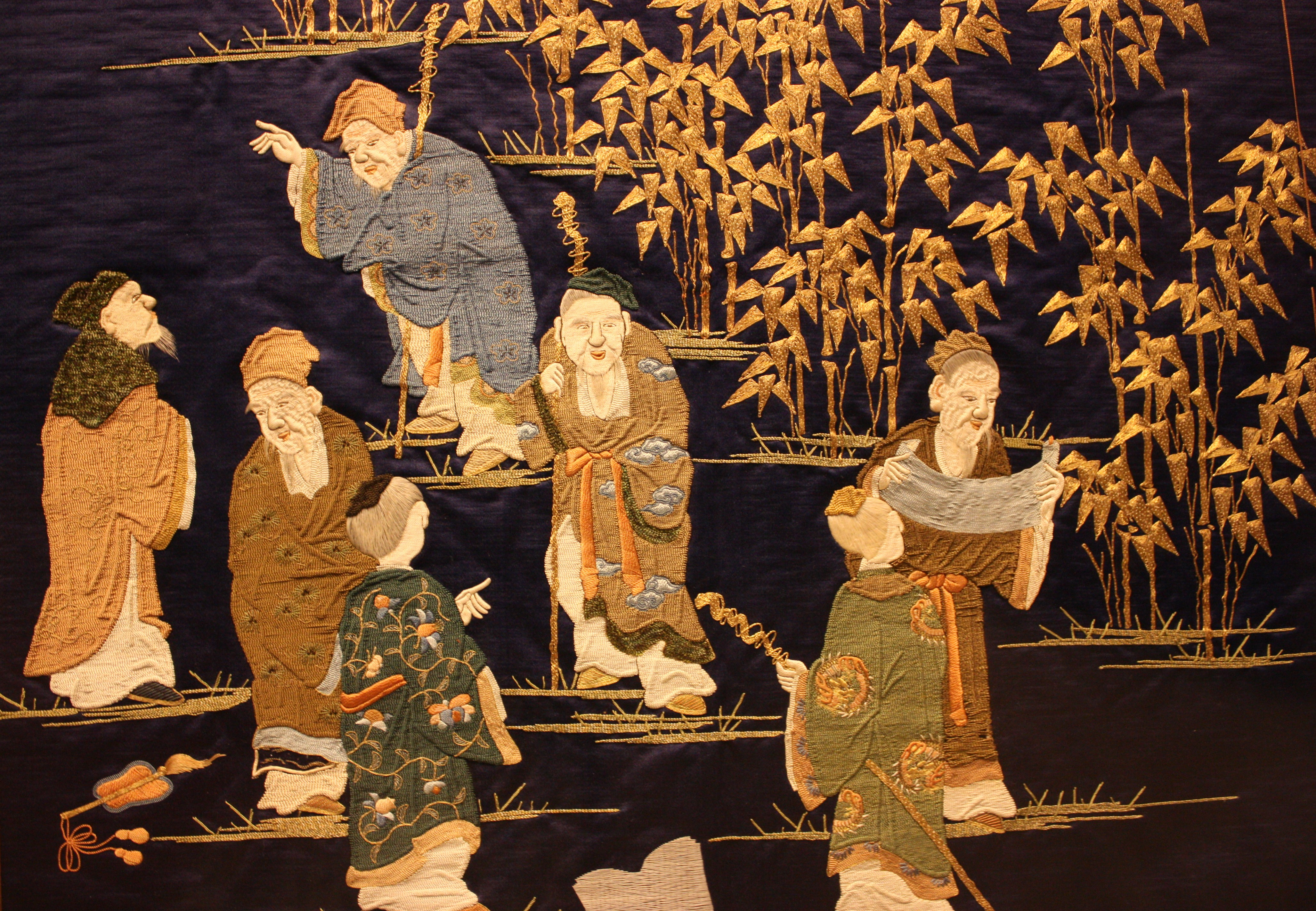
A hét bölcs ábrázolása 19. századi selyemhímzésen

A Bambuszliget hét bölcse (竹林七賢, pinjin: Zhúlín Qī Xián, japán nyelven Csikurin no Sicsiken) kínai taoista írók, filozófusok és zenészek egy csoportja volt, akik az i. sz. 200-as években tevékenykedtek. Közösségük jórészt fiktív, bár személyeik kétségtelenül léteztek történelmileg. Csoportként az utókor határozta meg őket, tényleges kapcsolatuk egymással bizonytalan. Ugyancsak kérdéses fennmaradt életrajzuk sok eleme. 
A hagyomány szerint hivatalnokok voltak, akik később hátat fordítottak a közéletnek, és a természetben találták meg boldogságukat. Innen a „bambuszliget” gyakori emlegetése költészetükben és a csoport elnevezése. Tevékenységük helye Sanjang (Shanyang) vidékén, Honan (Henan) tartományban lehetett. Verseik legtöbbször mindennapi témákat dolgoztak fel, a természet szépségeinek hódoltak, de filozófiai kérdésekkel is foglalkoztak. A költői kör fejét, Hszi Kang (Xi Kang)ot 262-ben felségsértés vádjával kivégezték.
A későbbi korokban kínai és japán legendák, irodalmi, zenei és képzőművészeti alkotások (például japán necukék) születtek csoportjukról. 

## A hetek (kínai írásjegyekkel és japán nevükkel is)
- Zsuan Csi (Ruan Ji), 阮籍, （Genszeki）
- Hszi Kang (Xi Kang), 嵆康, (ケイ康 Keikó）
- San Tao (Shan Tao), 山濤,（Szantó）
- Liu Ling, 劉伶,  （Rjúrei）
- Zsuan Hszian (Ruan Xian), 阮咸, （Genkan）
- Hsziang Hsziu (Xiang Xiu), 向秀, （Dzsódzsú）
- Vang Zsong (Wang Rong), 王戎, （Ódzsú）

## Kapcsolódó információk
- A CCTV dokumentumfilmje a hét bölcsről